# Evgueni Vodolazkine
Œuvres principales
Soloviov et Larionov
Les Quatre vies d’Arseni
L'Aviateur
Evgueni Germanovitch Vodolazkine (en russe : Евгений Германович Водолазкин), né le 21 février 1964  à Kiev, alors dans la République socialiste soviétique d'Ukraine, est un historien, philologue, médiéviste, écrivain et critique littéraire russe, spécialiste de la littérature russe ancienne, chercheur à l'Académie des sciences de Russie, qui vit aujourd'hui à Saint-Pétersbourg.

## Biographie
Diplômé de la faculté de philologie de l'université d'État Taras-Chevtchenko de Kiev en 1986, Evgueni Vodolazkine entre la même année à l'école supérieure de l'Institut de littérature russe (Maison Pouchkine) de l'Académie des sciences de Russie, dans le département de la littérature russe ancienne, dirigé par l'académicien Dmitri Likhatchov. Pendant trois ans, il prépare une thèse sur la traduction de la Chronique byzantine de Georges le Moine, chronique universelle en quatre livres, racontant l'histoire du monde depuis la Création jusqu'en l'an 842, année de la mort de l'empereur Théophile, qu'il soutient en 1990, et depuis, il travaille dans cet institut.
Bon connaisseur du Moyen Âge russe, Evgueni Vodolazkine obtient une bourse pour se rendre en Allemagne, où il vit cinq ans, pour y effectuer des recherches à la Bayerische Staatsbibliothek afin d'approfondir sa connaissance du Moyen Âge européen.
Il soutient en 2000, une thèse pour obtenir un doctorat en philologie sur « L'histoire du monde dans la littérature de l'ancienne Russie sur le matériau du récit chronographique et palatin des XIe – XVe siècles. »
Reconnu pour son travail scientifique, Evgueni Vodolazkine éprouve le besoin de sortir du type de connaissance purement rationnel qui est celui de la science, pour s'engager dans les chemins de la littérature, car « l'homme est un être non seulement rationnel, mais aussi émotionnel. Pour l'étudier, de mon point de vue, il n'y a  que la littérature ». Il publie en 2009 un premier roman, Soloviov et Larionov (Соловьёв и Ларионов) qui lui vaut une reconnaissance immédiate,. 
Depuis, il parvient à combiner un travail scientifique sérieux et un travail littéraire qui ne l'est pas moins. Son roman Les Quatre vies d’Arseni, (en russe Лавр) publié en 2012, qui entraîne le lecteur dans la Russie du Moyen Âge, est récompensé en 2013 par le prestigieux prix Bolchaïa Kniga. Son roman L'Aviateur (Авиатор) publié en 2016, évoque les îles Solovki, terre d'exil et de déportation pour les opposants aux régimes autocratiques qui se sont succédé en Russie à partir du XVIe siècle, devenues après la Révolution un camp de concentration à destination des opposants et des « contre-révolutionnaires », et un véritable laboratoire de ce qui deviendra le goulag. Il est récompensé par l'attribution du prix Clio, qui lui est remis au cours d'une cérémonie au musée central d'État de l'histoire russe contemporaine à Moscou.
En 2015, il écrit un texte original spécialement pour le concours international Dictée totale (Totalny dictant), manifestation culturelle née au début des années 2000, ayant pour but de promouvoir la langue et la culture russes, qui se déroule simultanément dans près de 550 villes du monde entier, dans une cinquantaine de pays différents.
En juin 2017, il est fait docteur honoris causa de l'université de Bucarest.
Depuis 2017, il est chroniqueur pour le quotidien Izvestia.
Son roman Tchaguine (Чагин) développe le concept de la dualité, qu'on trouve également chez Vladimir Nabokov. Le 5 décembre 2023 il remporte pour la seconde fois le Prix Bolchaïa Kniga pour Tchaguine, lors d'une cérémonie à la Maison Pachkov au cours de laquelle sont annoncés les noms des lauréats de la dix-huitième saison du prix littéraire national.

## Œuvres
- 2009 : Soloviov i Larionov (en russe Соловьёв и Ларионов), roman, Nowoje Literaturnoje Obosrenije, Moscou  (ISBN 978-5-86793-707-2)
- 2012 : Les Quatre vies d’Arseni ( en russe, Лавр), roman, 440 pages, AST, Moscou (prix Bolchaïa Kniga) -  (ISBN 978-5-17078-790-6)
- 2016 : L'Aviateur (en russe Авиатор), roman, 410 pages, AST, Moscou (Prix Clio) -  (ISBN 978-5-17096-655-4)
- 2017 : Maison et île, ou l'instrument du langage (Дом и остров, или Инструмент языка, Dom i ostrov, ili Instrument iazyka), 367 pages, AST, Moscou -  (ISBN 978-5-17089-670-7)
- 2019 : Brisbane (en russe Брисбен), 410 pages, AST, Moscou -  (ISBN 978-5-17111-100-7)
- 2022 : Tchaguine (Чагин), 378 pages, AST, Moscou -  (ISBN 978-5-17151-236-1)

## Traductions en français
- 2009 : Soloviov et Larionov, roman, traduit du russe par Joëlle Dublanchet, 333 pages, Éditions des Syrtes, Paris •  (ISBN 978-2-940-62898-8)[1]
- 2015 : Les quatre vies d'Arséni, roman, traduit du russe par Anne-Marie Tatsis-Botton, 362 pages, Fayard  (ISBN 978-2-21368-636-3) ; rééd. Syrtes Poches, 2020, 446 pages  (ISBN 978-2-94-0628-681)[2]
- 2019 : L'Aviateur, roman, traduit du russe par  Joëlle Dublanchet, 384 pages, Éditions des Syrtes, Genève •  (ISBN 978-2940628070)[3]
- 2020 : Brisbane, roman, traduit du russe par Anne-Marie Tatsis-Botton, 322 pages, Éditions des Syrtes, Genève •   (ISBN 978-2-94062-867-4)
- 2024 : Histoire de l'Île, roman, traduit du russe par Anne-Marie Tatsis-Botton, 320 pages, Éditions des Syrtes, Genève •  (ISBN 978-2-94070-174-2)

## Récompenses et distinctions
- 2013  : Prix Bolchaïa Kniga, pour Les Quatre vies d’Arseni (Лавр)
- 2018 : Prix Clio, pour L'Aviateur (Авиатор)
- 2019 : Prix Soljenitsyne, « Pour la combinaison organique des traditions profondes de la prose spirituelle et psychologique russe avec une haute culture philologique ; pour un style d'écriture inspiré. »
- 2023  : Prix Bolchaïa Kniga, pour Tchaguine (Чагин)[8]